# National Women's Soccer League 2014
La National Women's Soccer League 2014 è stata la seconda edizione della massima serie del campionato statunitense di calcio femminile. La stagione è iniziata il 12 aprile 2014 e si è conclusa il 31 agosto 2014. Il campionato è stato vinto dal FC Kansas City per la prima volta, avendo battuto nella finale dei play-off il Seattle Reign. L'NWSL Shield è stato vinto dal Seattle Reign.

## Stagione

### Novità
Sebbene non fosse stato previsto un aumento del numero di squadre partecipanti per la stagione 2014, l'11 dicembre 2013 venne annunciato l'ingresso di una nuova squadra nel campionato NWSL, lo Houston Dash, squadra collegata allo Houston Dynamo, società di calcio partecipante alla Major League Soccer.

### Formula
- Ogni squadra gioca un totale di 24 partite, 12 in casa e 12 in trasferta;
- Ogni squadra giocherà 2 volte contro ogni altra, oltre ad altri 8 turni supplementari, quattro in casa e quattro in trasferta.
- Le quattro squadre meglio classificate disputeranno un play-off a partita secca per determinare il vincitore del campionato.

## Squadre partecipanti
| Club              | Città       | Stadio                 | Stagione precedente |
| ----------------- | ----------- | ---------------------- | ------------------- |
| Boston Breakers   | Boston      | Harvard Stadium        | 5º posto            |
| Chicago Red Stars | Chicago     | Village Sports Complex | 6º posto            |
| Houston Dash      | Houston     | BBVA Compass Stadium   | -                   |
| FC Kansas City    | Kansas City | Verizon Field          | 2º posto            |
| Portland Thorns   | Portland    | Providence Park        | 3º posto e campione |
| Seattle Reign     | Seattle     | Memorial Stadium       | 7º posto            |
| Sky Blue          | Piscataway  | Yurcak Field           | 4º posto            |
| Washington Spirit | Germantown  | Maryland SoccerPlex    | 8º posto            |
| Western NY Flash  | Rochester   | Sahlen's Stadium       | 1º posto            |

## Allenatori e sponsor
- Tutti i club utilizzano Nike come produttore di kit.

| Squadra                | Allenatore        | Capitano           | Sponsor                      |
| ---------------------- | ----------------- | ------------------ | ---------------------------- |
| Boston Breakers        | Tom Durkin        | Cat Whitehill      | Steward Health Care          |
| Chicago Red Stars      | Rory Dames        | Lory Chalupny      | CJ Wilson Mazda              |
| Houston Dash           | Randy Waldrum     | Erin McLeod        | BBVA Compass                 |
| Kansas City            | Vlatko Andonovski | Becky Sauerbrunn   | Research Medical Center      |
| Portland Thorns        | Paul Riley        | Christine Sinclair | Providence Health & Services |
| Seattle Reign          | Laura Harvey      | Keelin Winters     | Moda Health                  |
| Sky Blue               | Jim Gabarra       | Christie Rampone   | Meridian Health              |
| Washington Spirit      | Mark Parsons      | Ali Krieger        | ProChain Solutions, Inc.     |
| Western New York Flash | Aaran Lines       | Abby Wambach       | Sahlen's                     |

## Stagione regolare

### Classifica finale
| Pos. | Squadra           | Pt | G  | V  | N | P  | GF | GS | DR  |
| ---- | ----------------- | -- | -- | -- | - | -- | -- | -- | --- |
| 1.   | Seattle Reign     | 54 | 24 | 16 | 6 | 2  | 50 | 20 | +30 |
| 2.   | FC Kansas City    | 41 | 24 | 12 | 5 | 7  | 39 | 32 | +7  |
| 3.   | Portland Thorns   | 36 | 24 | 10 | 6 | 8  | 39 | 35 | +4  |
| 4.   | Washington Spirit | 35 | 24 | 10 | 5 | 9  | 36 | 43 | -7  |
| 5.   | Chicago Red Stars | 35 | 24 | 9  | 8 | 7  | 32 | 26 | +6  |
| 6.   | Sky Blue          | 34 | 24 | 9  | 7 | 8  | 30 | 37 | -7  |
| 7.   | Western NY Flash  | 28 | 24 | 8  | 4 | 12 | 42 | 38 | +4  |
| 8.   | Boston Breakers   | 20 | 24 | 6  | 2 | 16 | 37 | 53 | -16 |
| 9.   | Houston Dash      | 18 | 24 | 5  | 3 | 16 | 23 | 44 | -21 |

Legenda:
      Vince la NWSL Shield e ammessa ai play-off
      Ammessa ai play-off
Note:
Tre punti a vittoria, uno a pareggio, zero a sconfitta.
La classifica viene stilata secondo i seguenti criteri:
1. Scontri diretti;
2. Miglior differenza reti nell'arco della stagione;
3. Maggior numero di reti segnate;
4. Verifica dei primi tre criteri riguardo alle gare in trasferta;
5. Verifica dei primi tre criteri riguardo alle gare in casa;
6. Lancio della moneta.

Se tre o più squadre rimangono in parità, si tiene conto delle seguenti regole fino a quando rimarranno solamente due squadre, classificabili come indicato nei criteri sopra:
1. Classifica avulsa;
2. Miglior differenza reti stagionale.

### Risultati
|                        | Bos     | Chi     | Hou     | KaC     | Por     | Sea     | Sky     | Was     | WNY     |
| ---------------------- | ------- | ------- | ------- | ------- | ------- | ------- | ------- | ------- | ------- |
| Boston Breakers        | ––––    | 1-3 1-4 | 2-2 1-0 | 0-2     | 4-1 2-0 | 0-2     | 3-2     | 2-3 2-0 | 3-4     |
| Chicago Red Stars      | 2-0     | ––––    | 1-0 0-0 | 2-1     | 1-1     | 1-0     | 2-2     | 0-1     | 1-0 3-3 |
| Houston Dash           | 2-1     | 1-3     | ––––    | 0-4 1-2 | 0-1     | 1-4     | 1-3     | 0-1 1-1 | 2-1 1-4 |
| Kansas City            | 2-0 2-1 | 1-0 0-1 | 2-2     | ––––    | 1-0     | 1-1     | 1-1 2-1 | 2-1     | 1-0     |
| Portland Thorns        | 6-3     | 2-2     | 1-0     | 3-1 7-1 | ––––    | 0-1 1-0 | 0-1 1-2 | 2-0     | 2-1 0-5 |
| Seattle Reign          | 3-0 3-2 | 3-1 1-1 | 2-0 4-1 | 3-2     | 5-0     | ––––    | 0-0     | 3-1 1-1 | 2-2     |
| Sky Blue               | 1-0 2-2 | 1-1 0-2 | 0-3 1-0 | 0-5     | 1-1     | 0-2 1-3 | ––––    | 4-2     | 1-0     |
| Washington Spirit      | 3-3     | 2-1     | 3-2     | 3-1 2-1 | 1-6 1-1 | 1-2     | 3-3 0-1 | ––––    | 1-3 3-2 |
| Western New York Flash | 2-1 2-4 | 2-0     | 1-2     | 2-1 1-1 | 1-1     | 1-2     | 2-0 2-3 | 0-1     | ––––    |

## NWSL play-off
Le migliori 4 squadre al termine della stagione si sfidano in un play-off per determinare la squadra campione.
|  | Semifinali | Semifinali        | Semifinali     |                |                  | Finale           | Finale | Finale |  |
|  |            |                   |                |                |                  |                  |        |        |  |
|  | 1          | Seattle Reign FC  | 2              |                |                  |                  |        |        |  |
|  | 1          | Seattle Reign FC  | 2              |                |                  |                  |        |        |  |
|  | 4          | Washington Spirit | 1              |                |                  |                  |        |        |  |
|  | 4          | Washington Spirit | 1              |                | Seattle Reign FC | Seattle Reign FC | 1      |        |  |
|  |            |                   |                |                | Seattle Reign FC | Seattle Reign FC | 1      |        |  |
|  |            |                   | FC Kansas City | FC Kansas City | 2                |                  |        |        |  |
|  | 2          | FC Kansas City    | FC Kansas City | FC Kansas City | 2                | 2                |        |        |  |
|  | 2          | FC Kansas City    |                |                |                  |                  |        |        |  |
|  | 3          | Portland Thorns   | 0              |                |                  |                  |        |        |  |

### Semifinali
| Arbitro: | Chris Spivey |

|                           |           |  |
| Rodriguez 65’ Holiday 87’ | Marcatori |  |

| Arbitro: | Timon Berry |

|                               |           |           |
| Little 32’ (rig.) Rapinoe 82’ | Marcatori | 65’ Pérez |

### Finale
| Arbitro: | Margaret Domka |

|             |           |                    |
| Rapinoe 86’ | Marcatori | 23’, 56’ Rodriguez |

## Statistiche

### Squadre

#### Classifica in divenire
|                        | 1ª | 2ª | 3ª | 4ª | 5ª | 6ª | 7ª | 8ª | 9ª | 10ª | 11ª | 12ª | 13ª | 14ª | 15ª | 16ª | 17ª | 18ª | 19ª | 20ª | 21ª | 22ª | 23ª | 24ª |
|                        |    |    |    |    |    |    |    |    |    |     |     |     |     |     |     |     |     |     |     |     |     |     |     |     |
| ---------------------- | -- | -- | -- | -- | -- | -- | -- | -- | -- | --- | --- | --- | --- | --- | --- | --- | --- | --- | --- | --- | --- | --- | --- | --- |
| Boston Breakers        | 0  | 0  | 3  | 3  | 3  | 3  | 3  | 6  | 6  | 6   | 9   | 9   | 10  | 10  | 11  | 11  | 11  | 11  | 14  | 14  | 14  | 17  | 17  | 20  |
| Chicago Red Stars      | 3  | 3  | 3  | 4  | 7  | 10 | 13 | 16 | 19 | 19  | 19  | 20  | 20  | 20  | 21  | 22  | 25  | 26  | 27  | 28  | 28  | 31  | 34  | 35  |
| Houston Dash           | 0  | 3  | 3  | 3  | 3  | 3  | 4  | 4  | 4  | 7   | 10  | 13  | 13  | 13  | 13  | 16  | 17  | 17  | 17  | 17  | 17  | 17  | 17  | 17  |
| Kansas City            | 1  | 1  | 1  | 4  | 7  | 7  | 10 | 10 | 11 | 12  | 15  | 18  | 21  | 24  | 27  | 30  | 33  | 33  | 34  | 37  | 37  | 38  | 41  | 41  |
| Portland Thorns        | 3  | 4  | 7  | 8  | 8  | 11 | 14 | 14 | 14 | 14  | 17  | 20  | 20  | 20  | 21  | 22  | 25  | 26  | 29  | 30  | 30  | 33  | 33  | 36  |
| Seattle Reign          | 3  | 6  | 9  | 12 | 15 | 18 | 21 | 22 | 23 | 26  | 29  | 32  | 35  | 36  | 39  | 42  | 42  | 43  | 46  | 49  | 50  | 53  | 54  | 54  |
| Sky Blue               | 1  | 2  | 2  | 2  | 5  | 6  | 6  | 7  | 10 | 10  | 10  | 10  | 11  | 12  | 15  | 16  | 16  | 19  | 19  | 22  | 25  | 28  | 31  | 34  |
| Washington Spirit      | 0  | 3  | 3  | 6  | 6  | 6  | 9  | 10 | 13 | 16  | 19  | 19  | 19  | 19  | 22  | 23  | 26  | 27  | 27  | 28  | 31  | 34  | 35  | 35  |
| Western New York Flash | 3  | 3  | 4  | 7  | 10 | 10 | 10 | 11 | 11 | 11  | 14  | 14  | 17  | 17  | 20  | 20  | 23  | 23  | 24  | 24  | 24  | 27  | 27  | 28  |

### Individuali

#### Classifica marcatrici
| Gol |  |  | Giocatore        | Squadra                |
| --- |  |  | ---------------- | ---------------------- |
| 16  |  |  | Kim Little       | Seattle Reign          |
| 13  |  |  | Amy Rodriguez    | Kansas City            |
| 11  |  |  | Jessica McDonald | Portland Thorns        |
| 11  |  |  | Jodie Taylor     | Washington Spirit      |
| 9   |  |  | Nahomi Kawasumi  | Seattle Reign          |
| 9   |  |  | Samantha Kerr    | Western New York Flash |
| 9   |  |  | Allie Long       | Portland Thorns        |
| 9   |  |  | Heather O'Reilly | Boston Breakers        |
| 8   |  |  | Lauren Holiday   | Kansas City            |
| 8   |  |  | Carli Lloyd      | Western New York Flash |
| 8   |  |  | Diana Matheson   | Washington Spirit      |